# Krupiec (osiedle w rejonie rylskim)
Krupiec (ros. Крупец) – osiedle przy niedziałającej stacji kolejowej Kolei Moskiewskiej w zachodniej Rosji, w sielsowiecie krupieckim rejonu rylskiego w obwodzie kurskim.

## Geografia
Miejscowość położona jest 7 km od centrum administracyjnego sielsowietu krupieckiego (Krupiec), 30,5 km od centrum administracyjnego rejonu (Rylsk), 135 km od Kurska.

## Demografia
W 2010 r. miejscowość zamieszkiwało 97 osób.